# Кавасаки, Гай
Гай Кавасаки (англ. Guy Kawasaki; родился 30 августа 1954 года в Гонолулу, Гавайи) — один из самых видных работников компании Apple Computer, внёсший в маркетинг компьютера Macintosh в 1984 году концепцию «евангелизма» в высокотехнологичный бизнес, фокусируясь на создании слоя пользователей — горячих приверженцев бренда Apple. На текущий момент термин используется повсеместно в IT.

## Образование и карьера
Кавасаки получил степень бакалавра (BA) психологии в Стэнфордском университете, а также магистра (MBA) в Калифорнийском Университете в Лос-Анджелесе.
До 1983 года работал продавцом в магазине ювелирных изделий под Лос-Анджелесом. Летом 1983 года Майк Бойч, сотрудник рекламного отдела проекта Macintosh компании Apple, пригласил Гая в компанию. По словам самого Кавасаки, «знакомство с Макинтошем стало вторым чарующим моментом в моей жизни (первый — это знакомство с женой). Пелена упала с моих глаз, облака расступились, и я услышал пение ангелов»
В настоящий момент он управляющий директор «Garage Technology Ventures» — венчурная компания, специализирующаяся на высоко-технологичных стартапах Силиконовой долины, а также сооснователь Nononina, создавшей веб-сайты Truemors и Alltop.
В марте 2015 года Кавасаки был избран в Совет попечителей Фонда Викимедиа, некоммерческой организации поддерживающей работу Википедии.